# Rota (Hiszpania)
Rota – miasto mające w przybliżeniu 27 000 mieszkańców, położone w Andaluzji, regionie Hiszpanii. Miasto znajduje się w prowincji Kadyks. Słynie z największej populacji kameleonów w Hiszpanii.